# Płetwonurek KDP/CMAS *** (P3)
Płetwonurek KDP/CMAS *** (P3) – jest to trzeci stopień płetwonurkowy w ramach organizacji KDP/CMAS. Uczestnik kursu zdobywa wiedzę teoretyczną i umiejętności praktyczne umożliwiające bezpieczne prowadzenie grupy nurków do głębokości wynikającej z ich uprawnień.

## Wymagania do rozpoczęcia kursu
- ukończone 18 lat
- posiadanie stopnia Płetwonurka KDP/CMAS** (P2) lub równorzędnego stopnia innej organizacji
- posiadanie stopni specjalistycznych z zakresu:

1. nurkowania z użyciem nitroksu (PN1)
2. nurkowania w skafandrze suchym (PSS)
3. nurkowania w zestawie butlowym (PZB) lub nurkowania w konfiguracji bocznej (PKB1)

- ukończenie części medycznej kursu w jednym z poniższych wariantów:

1. patofizjologia i pierwsza pomoc – wskazany przez KDP Ośrodek Medycyny Hiperbarycznej
2. kursy: BLS, OFA – DAN
3. patofizjologia i pierwsza pomoc – SL KDP
4. posiadanie tytułu lekarza medycyny, ratownika medycznego lub ratownika kwalifikowanej pierwszej pomocy przedmedycznej w rozumieniu ustawy o PRM

- od chwili uzyskania stopnia Płetwonurka KDP/CMAS** (P2) wykonanie w towarzystwie płetwonurka P3, płetwonurka P4 lub Instruktora Płetwonurkowania KDP/CMAS co najmniej 40 nurkowań na głębokość 10-40 m, w tym przynajmniej 20 nurkowań na głębokość 30-40 m, z których 10 musi być wykonanych w polskich wodach
- konieczność posiadania ważnych badań lekarskich - zaświadczenie o brak przeciwwskazań do uprawiania płetwonurkowania

## Przebieg szkolenia
- seminaria i wykłady (20 godzin)

program:
prawne aspekty nurkowania
kierowanie zespołem płetwonurków
wyposażenie płetwonurka P3 i bieżące naprawy sprzętu
ratownictwo nurkowe
fizyka nurkowa – seminarium
fizjopatologia nurkowania – seminarium
nurkowania nietypowe
obsługa małej łodzi
sprawdzian wiedzy teoretycznej i praktycznej
- zajęcia praktyczne (36 godzin) w ciągu 10 dni szkoleniowych, obejmujących 15 nurkowań (łącznie minimum 5 godzin pod wodą), w tym:
  - 4 nurkowania na głębokość 30 m
  - 2 nurkowania na głębokość 50 m

program:
nurkowanie sprawdzające
sprawdzian przygotowania fizycznego
bieżące naprawy i konserwacja sprzętu nurkowego
obsługa małej łodzi
kierowanie zespołem płetwonurków z realizacją zadanych scenariuszy
ratownictwo podwodne
nurkowanie głębokie (50 m) z instruktorem
nurkowanie głębokie (50 m) z płetwonurkiem P3
zorganizowanie i przeprowadzenie nurkowania nocnego
- szkolenie musi być zrealizowane w ciągu 2 miesięcy

## Kadra kursu
- kierownik szkolenia: Instruktor Płetwonurkowania KDP/CMAS *** (M3) lub upoważniony Instruktor Płetwonurkowania KDP/CMAS ** (M2)
- instruktorzy KDP/CMAS
- stosunek instruktor/kursanci 1:4

## Uprawnienia
Płetwonurek KDP/CMAS*** P3 ma prawo:
- organizować i prowadzić wyjazdy nurkowe w kraju i za granicą
- nurkować do głębokości 50 m z wykorzystaniem powietrza jako gazu dennego z partnerem o kwalifikacjach przynajmniej KDP/CMAS PGP lub KDP/CMAS*** (P3)
- kierować pod wodą zespołem płetwonurków mających stopnie KDP/CMAS* (P1), KDP/CMAS** (P2), KDP/CMAS*** (P3) (lub równoważne kwalifikacje innych organizacji) w zakresie właściwych dla tych stopni głębokości
- uczestniczyć w procesie szkoleniowym pod bezpośrednim nadzorem instruktora, tj.:

1. nadzorować na powierzchni poprawność oraz kolejność przygotowywania się kursantów do nurkowania
2. sprawdzać poprawność montażu oraz kontrolować działanie sprzętu nurkowego kursantów przed ich wejściem do wody
3. dokonywać niezbędnych napraw w sprzęcie nurkowym na miejscu nurkowania
4. uczestniczyć wraz z instruktorem w demonstracji technik nurkowych pod wodą w charakterze pozoranta
5. zabezpieczać ratowniczo na powierzchni miejsce realizacji kursu nurkowego

Po kursie uczestnik otrzymuje wpis do Książki Płetwonurka KDP/CMAS i międzynarodowy certyfikat KDP/CMAS*** (P3)